# فكيات الأرجل
فكيات الأرجل (الاسم العلمي: Maxillopoda) هي طائفة متنوعة من القشريات بما فيها البرنقيل،
مجدافيات الأرجل وعدد من الحيوانات المتعلقة بها.